# Викки, Бернхард
Бернхард Викки (нем. Bernhard Wicki; 28 октября 1919, Санкт-Пёльтен, Нижняя Австрия — 5 января 2000, Мюнхен) — швейцарский актёр, кинорежиссёр и фотограф.

## Биография
Родился 28 октября 1919 года в Санкт-Пёльтене в семье швейцарского инженера и совладельца машиностроительного завода и австрийки с венгерскими корнями. Окончив школу в Силезии, изучал искусствоведение, историю и германистику в Бреславском университете, в 1938 году перешёл в актёрскую школу при Берлинском государственном драматическом театре. В 1939 году был арестован и помещён на несколько месяцев в концентрационный лагерь Заксенхаузен за членство в молодёжной организации. После освобождения переехал в Вену и поступил на семинар Макса Рейнхардта.
В 1939—1940 годах участвовал в качестве статиста в съёмках фильма «Почтмейстер» по повести Пушкина «Станционный смотритель». Работал в театрах Бремена, Мюнхена, Базеля и Цюриха. Участвовал в постановках Зальцбургского фестиваля. В начале 1945 года женился на актрисе Агнессе Финк, вместе с которой ещё до окончания Второй мировой войны перешёл на работу в Цюрихский драматический театр. В Цюрихе получил швейцарское гражданство. Познакомился и подружился с драматургом Фридрихом Дюрренматтом.
В 1950 году состоялся кинодебют актёра в фильме «Падающая звезда», за которым последовали «Последний мост» (1953) и «Это произошло 20 июля» (1955). Под впечатлением от фотовыставки, организованной в Люцерне агентством Magnum, Викки решил заняться фотографией. Он попросил режиссёра Хельмута Койтнера взять его ассистентом оператора фильма «Монпти» (1957). В 1958 году он впервые выступил в качестве режиссёра, сняв документальный фильм «Почему они против нас?». Международная известность пришла к Викки в 1959 году благодаря фильму «Мост» — трагической истории бессмысленной обороны моста в конце Второй мировой войны.
С 1975 года Бернхард Викки работал над экранизацией повести Гюнтера Хербургера «Покорение Цитадели». В 1976 году вернулся на телевидение, где снял портрет своего друга Курда Юргенса под названием «Курд Юргенс – Кинозвезда, пришедшая из театра». В 1984 году по сценарию Вольфганга Кольхаазе, также давнего друга, снял на студии DEFA в Бабельсберге камерную драму «Вариант Грюнштейна» в которой представлены взаимоотношения трёх заключенных, по недоразумению попавших во французскую тюрьму летом 1939 года, незадолго до начала Второй мировой войны. Люди разных национальностей – еврейский мясник Грюнштейн, греческий повар Спинос и немецкий матрос Лодек – могут лишь смутно догадываться о том, что их ждёт впереди. В одном интервью Викки говорил:

В своей картине я намеренно отказался от внешних режиссёрских эффектов, целиком доверившись диалогам и игре актёров, которым, на мой взгляд, неплохо удалось представить на экране эту нежную, иногда забавную, в подчас и грустную историю. В фильме заметно влияние моего театрального опыта.
Последней режиссёрской работой Викки стала экранизация романа Йозефа Рота «Паутина» (1989). Этот фильм можно рассматривать как творческое завещание режиссёра, обратившего внимание на опасность увлечения немецкой буржуазии праворадикальной идеологией и антисемитизмом в эпоху Веймарской республики. В течение 180 минут он описывает страшную карьеру буржуазного монстра. Один из главных актеров, Рихард Мюнх, скончался во время съёмок. Но и для самого Вики утомительная работа над фильмом не обошлась без последствий. На съёмках в Праге у него произошло кровоизлияние в мозг, но он всё же завершил проект. Мировая премьера состоялась 8 мая 1989 года в Каннах.
Бернхард Викки скончался от сердечной недостаточности 5 января 2000 года в Мюнхене. Похоронен на Нимфенбургском кладбище.
После смерти режиссёра в 2001 году в Мюнхене был учреждён Мемориальный фонд Бернхарда Викки, который с 2002 года вручает Премию мира немецкого кинематографа — Мост. С 2000 года в Эмдене вручается Киноприз имени Бернхарда Викки в размере 15 000 евро.

## Фильмография

### Актёр
- 1940 — Почтмейстер / Der Postmeister
- 1950 — Падающая звезда / Der fallende Stern
- 1953 — Хафлингер Зепп / Der Haflinger Sepp
- 1953 — Последний мост / Die letzte Brücke
- 1954 — Ярмарка любви / Rummelplatz der Liebe
- 1954 — Вторая жизнь / Das Zweite Leben
- 1954 — Вечный вальс / Ewiger Walzer
- 1955 — Это произошло 20 июля / Es geschah am 20. Juli — Штауффенберг
- 1955 — Дети, матери и генерал / Kinder, Mütter und ein General
- 1955 — Розы осенью / Rosen im Herbst
- 1955 — Ты моя тихая долина / Du mein stilles Tal
- 1956 — Потому что ты беден, тебе нужно умереть раньше / Weil du arm bist, mußt du früher sterben
- 1956 — Скандал с доктором Флимменом / Skandal um Dr. Vlimmen / Tierarzt Dr. Vlimmen
- 1957 — Всё снова будет хорошо / Es wird alles wieder gut
- 1957 — Королева Луиза / Königin Luise — царь Александр I
- 1957 — Помолвка в Цюрихе / Die Zürcher Verlobung — Пауль Франк
- 1958 — Беспокойная ночь / Unruhige Nacht
- 1960 — Ночь / La Notte — Томмазо Гарани
- 1967 — Мадлен и легионер / Madeleine und der Legionär
- 1969 — Твои нежности / Deine Zärtlichkeiten
- 1971 — Карлос / Carlos — Филипп
- 1973 — Комиссар – Господин и госпожа Брандес — Вольфганг Брандес
- 1977 — Деррик – Ночь в октябре — доктор Лехнер
- 1977 —  Отчаяние — Путешествие в свет — Орловиус
- 1978 — Стеклянная клетка / Die gläserne Zelle
- 1978 — Приключения Давида Бальфура / Die Abenteuer des David Balfour
- 1980 — Деррик – Свидетель Юровский / Zeuge Yurowski — Карл Юровский
- 1980 — Прямой репортаж о смерти / La Mort en direct — отец Кэтрин
- 1983 — Весенняя симфония / Frühlingssinfonie — барон фон Фриккен
- 1983 — Любовь в Германии / Eine Liebe in Deutschland — доктор Борг
- 1984 — Берег — господин Вебер
- 1984 — Париж, Техас / Paris, Texas — доктор Улмер
- 1986 —  Машины-убийцы / Killing Cars
- 1991 — Успех / Erfolg
- 1993 — Принценбад / Das Prinzenbad
- 1994 — Розамунда Пилчер. Дикий тимьян / Rosamunde Pilcher. Wilder Thymian - сэр Кеннет

### Режиссёр
- 1958 — Почему они против нас? / Warum sind sie gegen uns?
- 1959 — Мост / Die Brücke
- 1961 — Чудо отца Малахиаса / Das Wunder des Malachias
- 1962 — Самый длинный день / The Longest Day
- 1964 — Визит / Der Besuch
- 1965 — Моритури / Morituri
- 1967 — Бьющий в литавры / Der Paukenspieler
- 1970 — Карьера Карпфа / Karpfs Karriere
- 1971 — Неправильный вес / Das falsche Gewicht
- 1977 — Курд Юргенс – Кинозвезда, пришедшая из театра / Curd Jürgens — Der Filmstar, der vom Theater kam
- 1977 — Покорение цитадели / Die Eroberung der Zitadelle
- 1984 — Вариант Грюнштейна / Die Grünstein-Variante
- 1987 — Занзибар, или Последняя причина / Sansibar oder Der letzte Grund
- 1989 — Паутина / Das Spinnennetz